# Linsellsjön
Linsellsjön är en sjö i Härjedalens kommun i Härjedalen och ingår i Ljusnans huvudavrinningsområde. Sjön är 17,6 meter djup, har en yta på 2,46 kvadratkilometer och befinner sig 387,1 meter över havet. Sjön avvattnas av vattendraget Tandån.

## Delavrinningsområde
Linsellsjön ingår i det delavrinningsområde (689625-140271) som SMHI kallar för Utloppet av Linsellsjön. Medelhöjden är 432 meter över havet och ytan är 10,24 kvadratkilometer. Räknas de 2 avrinningsområdena uppströms in blir den ackumulerade arean 32,29 kvadratkilometer. Tandån som avvattnar avrinningsområdet har biflödesordning 2, vilket innebär att vattnet flödar genom totalt 2 vattendrag innan det når havet efter 275 kilometer. Avrinningsområdet består mestadels av skog (57 procent). Avrinningsområdet har 2,45 kvadratkilometer vattenytor vilket ger det en sjöprocent på 23,9 procent.